# 시미즈 미쓰미

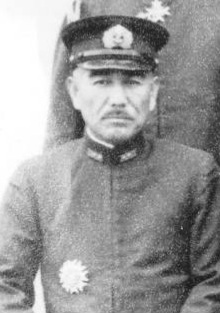
일본 제6함대 사령관 시절의 시미즈 미쓰미 중장

시미즈 미쓰미(清水光美)는 일본의 해군 군인이다. 최종 계급은 해군 중장.